# 옥계초등학교 금진분교
옥계초등학교 금진분교는 대한민국 강원특별자치도 강릉시에 있는 공립 초등학교이다.

## 학교 연혁
- 1961년 8월 7일 옥계국민학교 금진분교장 설립인가
- 1962년 3월 6일 옥계국민학교 금진분교장 개교 (1학년 2학급)
- 1965년 3월 26일 초대 김흥배 교장 부임
- 1965년 4월 10일 개교식 거행 (7학급)
- 1968년 2월 10일 제1회 졸업식 거행(87명)
- 1982년 3월 5일 병설유치원 개원
- 1996년 3월 1일 금진초등학교로 교명 개칭
- 2014년 9월 1일 제20대 설증윤 교장 부임
- 2015년 2월 13일 제48회 졸업식 거행(2명 졸업, 총 1,495명 졸업)
- 2019년 3월 1일 옥계초등학교 금진분교로 개편

## 참고 자료
- 옥계초등학교금진분교장 - 한국교육학술정보원 학교알리미